# Ashley Olsen
Ashley Olsen (Sherman Oaks, 13 de junho de 1986) é uma designer de moda, produtora, modelo e ex-atriz norte-americana. Sua carreira como atriz iniciou-se aos 9 meses de vida em um trabalho realizado com sua irmã gêmea Mary-Kate Olsen. Deste então, atuou junto de Mary-Kate em diversas produções até o ano de 2004, quando Ashley decidiu se aposentar como atriz. E em 2012 Mary-Kate também se aposentou com atriz, e juntas resolveram se dedicar exclusivamente à industria da moda.

## Biografia
Ela é conhecida pela série de televisão Full House, onde ela, junto com sua irmã, interpretou a filha Michelle Elizabeth Tanner já na infância. Esta série de televisão durou de 1987 a 1995.
Um dos filmes mais conhecidos, em que ela não interpretou gêmeos, é As Namoradas do Papai de 1995, onde elas se conhecem como dois estranhos. Uma é órfã, a outra filha de ricos.

## Pessoal
Além de sua irmã gêmea, Mary-Kate, Ashley tem um irmão mais velho e uma irmã mais nova, Elizabeth Olsen, complementados por outro meio-irmão e meia-irmã. Seus pais se divorciaram em 1995 e seu meio-irmão e meia-irmã são filhos do segundo casamento de seu pai.
Em 2004, Ashley anunciou que após o colegial ela estaria estudando em Nova York na Gallatin School of Individualized Study. Ashley Olsen parou de atuar e se concentrou em sua linha de roupas, a marca de roupas "Elizabeth and James".